# Tapir van Auvergne
De tapir van Auvergne (Tapirus arvernensis) is een uitgestorven tapir die tijdens het Plioceen en Pleistoceen in Europa leefde.

## Fossiele vondsten
Fossielen van de tapir van Auvergne zijn gevonden in Nederland, Frankrijk, Spanje, Italië, Slowakije, Hongarije, Roemenië, Griekenland, Moldavië en Rusland. De vondsten dateren uit het European land mammal ages Ruscinian (5,3-3,4 Ma) en Villafranchian (3,5-1,0 Ma), vallend binnen het Plioceen en Vroeg-Pleistoceen. In Nederland zijn op drie plaatsen fossiele kiezen gevonden: bij Hoek van Holland (Zuid-Holland), in Langenboom (Noord-Brabant) en in Maalbeek (Limburg). Een volledig skelet is gevonden in het Spaanse Camp dels Ninots.
Meerdere tapirsoorten leefden in het Mioceen en Plioceen in Europa. Waarschijnlijk heeft het begin van de ijstijden, toen de bossen plaats maakten voor savannes, geleid tot het verdwijnen van de Europese tapirs.

## Kenmerken
De tapir van Auvergne was een relatief kleine tapirsoort met een geschat gewicht van tweehonderdvijftien kilogram. De soort verschilde niet veel in uiterlijk van de hedendaagse tapirs. Gezien de sterke uiterlijke gelijkenis, wordt verondersteld dat de tapir van de Auvergne ook een vergelijkbare levenswijze had, dus een herbivoor die dichte bossen bewoonde.